# Phoenix-Dokumentarfilmpreis

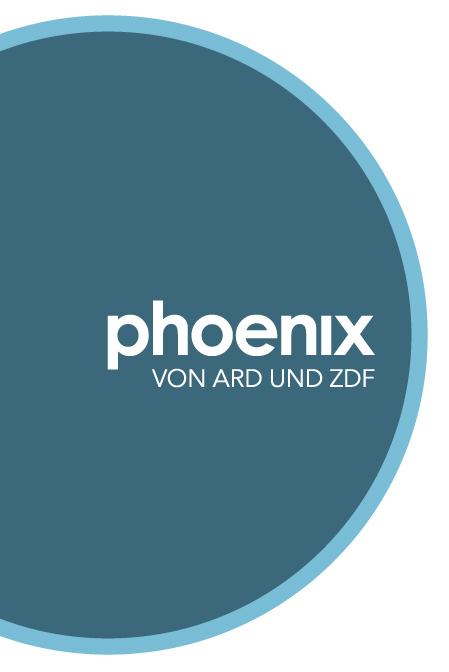
phoenix-Logo

Der phoenix Preis ist ein deutscher Filmpreis für Dokumentarfilme. Er wird vom Ereignis- und Dokumentationskanal Phoenix seit 2015 in Zusammenarbeit mit dem Film Festival Cologne jährlich gestiftet. 

## Geschichte
2001 stifteten die öffentlich-rechtlichen Fernsehsender WDR und ZDF den Phoenix-Dokumentarfilmpreis, der bis 2005 auf dem internationalen Film- und Fernsehfestival Cologne Conference (CoCo) in Köln vergeben wurde. Der Preis war mit 10.000 D-Mark (bzw. 5.000 Euro) dotiert. Ihm folgte in Köln ein durch die AZ Media gesponserter Dokumentarfilmpreis. Die Entscheidung wurde damit begründet, dass es unzumutbar sei, für den neuen Sponsor Spiegel TV die Programme zu präsentieren.
2009 wurde dann durch die Filmstiftung Nordrhein-Westfalen und phoenix ein neuer Dokumentarfilmpreis, inklusive Förderpreisen für Projektideen, gestiftet. Der Hauptpreis ist mit 10.000 Euro dotiert und wird auf Vorschlag einer Jury unter Vorsitz des WDR-Intendanten vergeben. Weitere Juroren waren u. a. Michael Hirz, Christoph Minhoff und Michael Schmid-Ospach.
Seit 2015 wird der phoenix Preis während des Film Festival Cologne vergeben. Ausgezeichnet wird der beste Dokumentarfilm in den Wettbewerbsreihen Top Ten TV und Best of Cinema Documentary.

## Preisträger
- 2001: Jung (Krieg) – Im Land der Mudschaheddin von Fabrizio Lazzaretti und Alberto Vendemmiati[6]
- 2002: War Photographer von Christian Frei[7]
- 2003: The Last Just Man von Steven Silvers[8]
- 2004: One Shot von Nurit Kedar[9]
- 2005: Die Jungs aus dem „Klingelpütz“ von Bettina Braun[10]
- 2006:
- 2007:
- 2008:
- 2009: Otzenrath 3° kälter von Jens Schanze und Judith Malek-Mahdavi[11]
- 2010: Die Anwälte – Eine deutsche Geschichte von Birgit Schulz[12]
- 2011:
- 2012:
- 2013:
- 2014:
- 2015: The Look of Silence von Joshua Oppenheimer
- 2016: Das Land der Erleuchteten von Pieter-Jan de Pue (Produzent Christian Beetz)
- 2017: Kevin Macdonald
- 2018: Under the Wire von Christopher Martin
- 2019: One Child Nation von Nanfu Wang
- 2020: ACASA - MY HOME von Radu Ciorniciuc
- 2021: My Childhood, My Country: 20 Years in Afghanistan von Phil Grabsky
- 2022: The Matchmaker von Benedetta Argentieri
- 2023: Olfas Töchter von Kaouther Ban Hania[13]